# David Dunn (politiker)
David Dunn, född 17 januari 1811 i Cornish, Massachusetts (i nuvarande Maine), död 17 februari 1894 i Mechanic Falls, Maine, var en amerikansk demokratisk politiker. Han innehade guvernörsämbetet i Maine i ett par dagar i januari 1844.
Dunn inledde år 1833 sin karriär som advokat i Maine. Mellan 1843 och 1844 tjänstgjorde han som talman i Maines representanthus. Efter guvernör John Fairfields avgång innehades guvernörsämbetet tillfälligt av talmannen i Maines senat, Edward Kavanagh. Kavanagh avgick i början av år 1844 och Dunn innehade guvernörsämbetet tills John W. Dana tillträdde som talman i delstatens senat en kort tid innan Hugh J. Anderson slutligen tillträdde som guvernör för den ordinarie mandatperioden. År 1846 tjänstgjorde Dunn i sin tur som talman i Maines senat.